# Palitsi
Palitsi (Bulgaars: Палици) is een dorp in Bulgarije. Het is gelegen in de gemeente Elena, oblast Veliko Tarnovo en telt op 31 december 2018 zo’n 142 inwoners.

## Bevolking
De bevolking bereikte in 1956 een hoogtepunt met 550 inwoners. Sindsdien kampt het dorp met een intensieve bevolkingsafname. 
| Jaar            | 1934 | 1946 | 1956 | 1965 | 1975 | 1985 | 1992 | 2001 | 2011 | 2018 |
| Aantal inwoners | 446  | 440  | 550  | 459  | 379  | 283  | 236  | 176  | 158  | 142  |

De volkstelling van 2011 telde 129 etnische Bulgaren (84,3%) en 21 Roma (13,7%). De meeste inwoners zijn christelijk. In het dorp bevindt zich een kerk uit 1881.
1. ↑  (en)  Information for the population of Palitsi village, Elena municipality, Veliko Tarnovo district
ID at EKATTE - 55261  geraadpleegd 26 juli 2019
2. ↑  (en)  citypopulation.de  geraadpleegd 26 juli 2019